# ایریس بربن
ایریس بربن (آلمانی: Iris Berben؛ زادهٔ ۱۲ اوت ۱۹۵۰) یک هنرپیشه اهل آلمان است. او در فصل‌های ۴ و ۵ مجموعه تلویزیونی درک بازی کرده‌است. او تاکنون موفق به دریافت جوایز گلدن یوروپا در سال ۲۰۰۰ میلادی و زنان جهان در سال ۲۰۰۴ و چند جایزه دیگر شده‌است.
او در فیلم  ادی عقاب هم بازی کرده‌است.